# Omphalodes verna
La ombliguera (Omphalodes verna) es una especie de la familia de las boragináceas.

## Descripción
Planta perenne, baja, rastrera con estolones, y tallo de 5-20 cm. Hojas basales ovadas a cordiformes, agudas, de largo pecíolo, espaciadamente pelosas, hojas caulinares más pequeñas, sentadas o de corto pecíolo. Flores azules con pliegues amarillos, acampanadas, de 8-10 mm de diámetro, con lóbulos elípticos y con protuberancias en la garganta, en una inflorescencia terminal laxa. Núculas pelosas aladas. Florece en primavera.

## Hábitat
Bosques húmedos, setos.

## Distribución
Originaria del sur y centro de Europa; España, Francia, Suiza, Italia, Eslovenia. Introducida en Gran Bretaña, Alemania, República Checa, Eslovaquia, Polonia y Holanda.